# Llista de monuments de la província de Lleida
Llista de monuments de la província de Lleida inclosos en l'Inventari del Patrimoni Arquitectònic Català. Inclou els inscrits en el Registre de Béns Culturals d'Interès Nacional (BCIN) amb una classificació arquitectònica, els Béns Culturals d'Interès Local (BCIL) immobles i la resta de béns arquitectònics integrants del patrimoni cultural català.
L'any 2009, la província de Lleida tenia 483 béns culturals d'interès nacional, entre ells 426 monuments històrics, 13 conjunts històrics i 1 lloc històric, a més de les zones arqueològiques i paleontològiques.
Entre els monuments històrics estan incloses les esglésies romàniques de la Vall de Boí declarades en conjunt com a Patrimoni de la Humanitat per la UNESCO.

Província de Lleida

Les llistes estan dividides per comarques, desglossades en llistes municipals en els casos més estesos:
- Llista de monuments de l'Alta Ribagorça
- Llista de monuments de l'Alt Urgell
- Llista de monuments de la Baixa Cerdanya (meitat occidental)
- Llista de monuments de les Garrigues
- Llista de monuments de la Noguera
- Llista de monuments del Pallars Jussà
- Llista de monuments del Pallars Sobirà
- Llista de monuments del Pla d'Urgell
- Llista de monuments de l'Urgell
- Llista de monuments de la Segarra
- Llista de monuments del Segrià
- Llista de monuments del Solsonès
- Llista de monuments de la Vall d'Aran

El municipi de Gósol està inclòs en la llista de monuments del Berguedà.
Per àmbits funcionals territorials, la província està desglossada en:
- Llista de monuments de l'Alt Pirineu i Aran
- Llista de monuments de l'Àmbit de Ponent

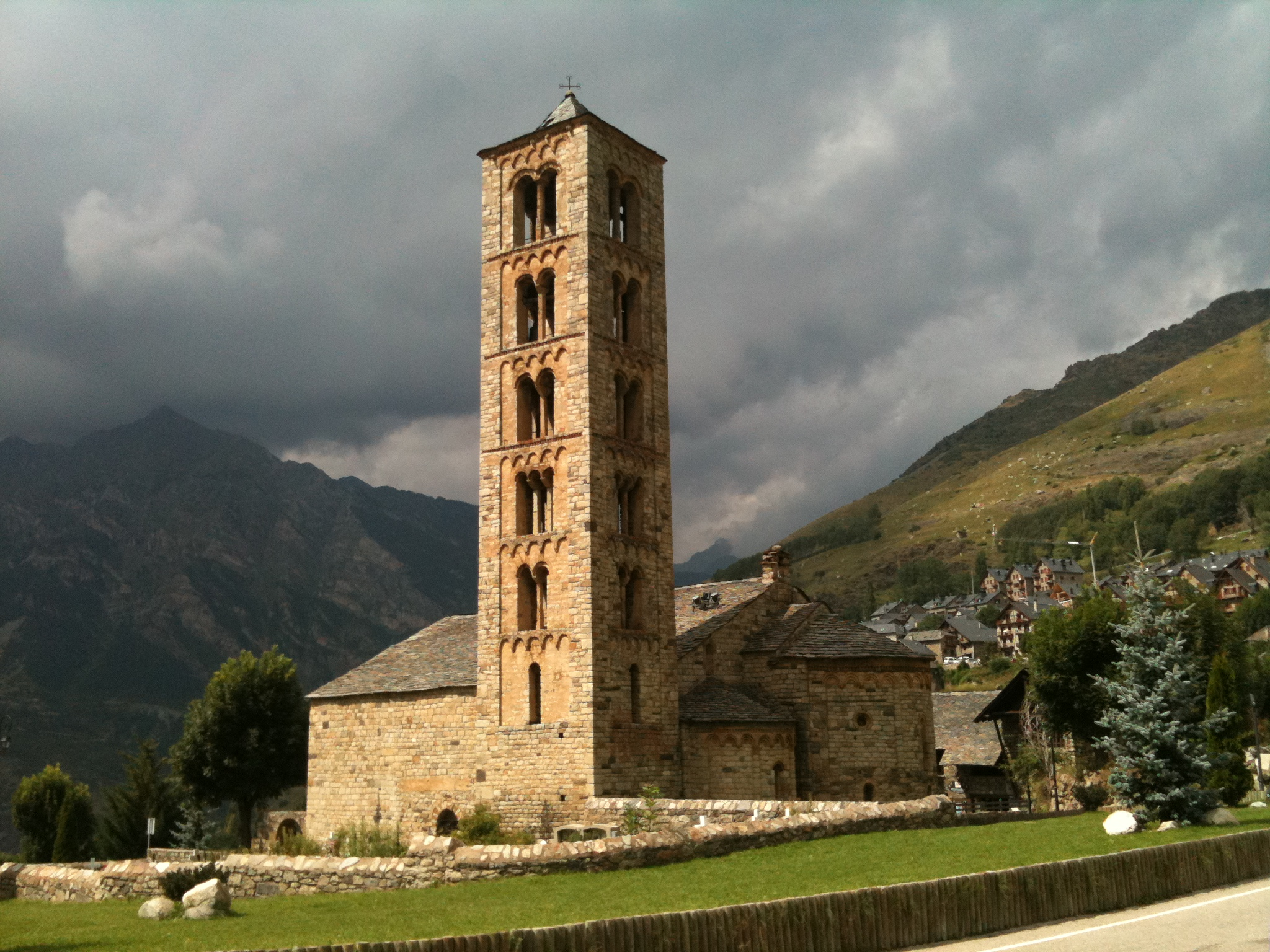
Sant Climent de Taüll
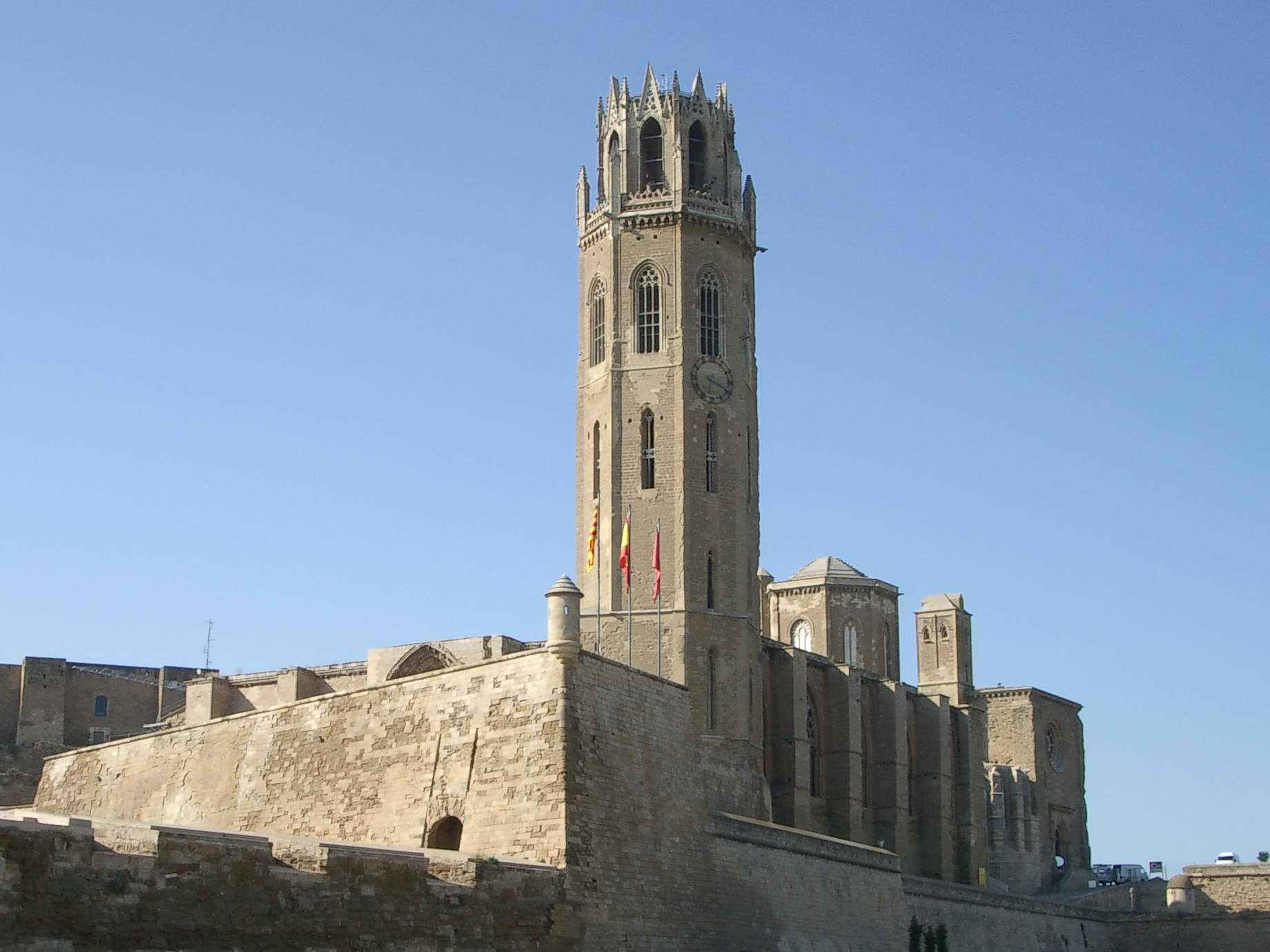
La Seu Vella de Lleida
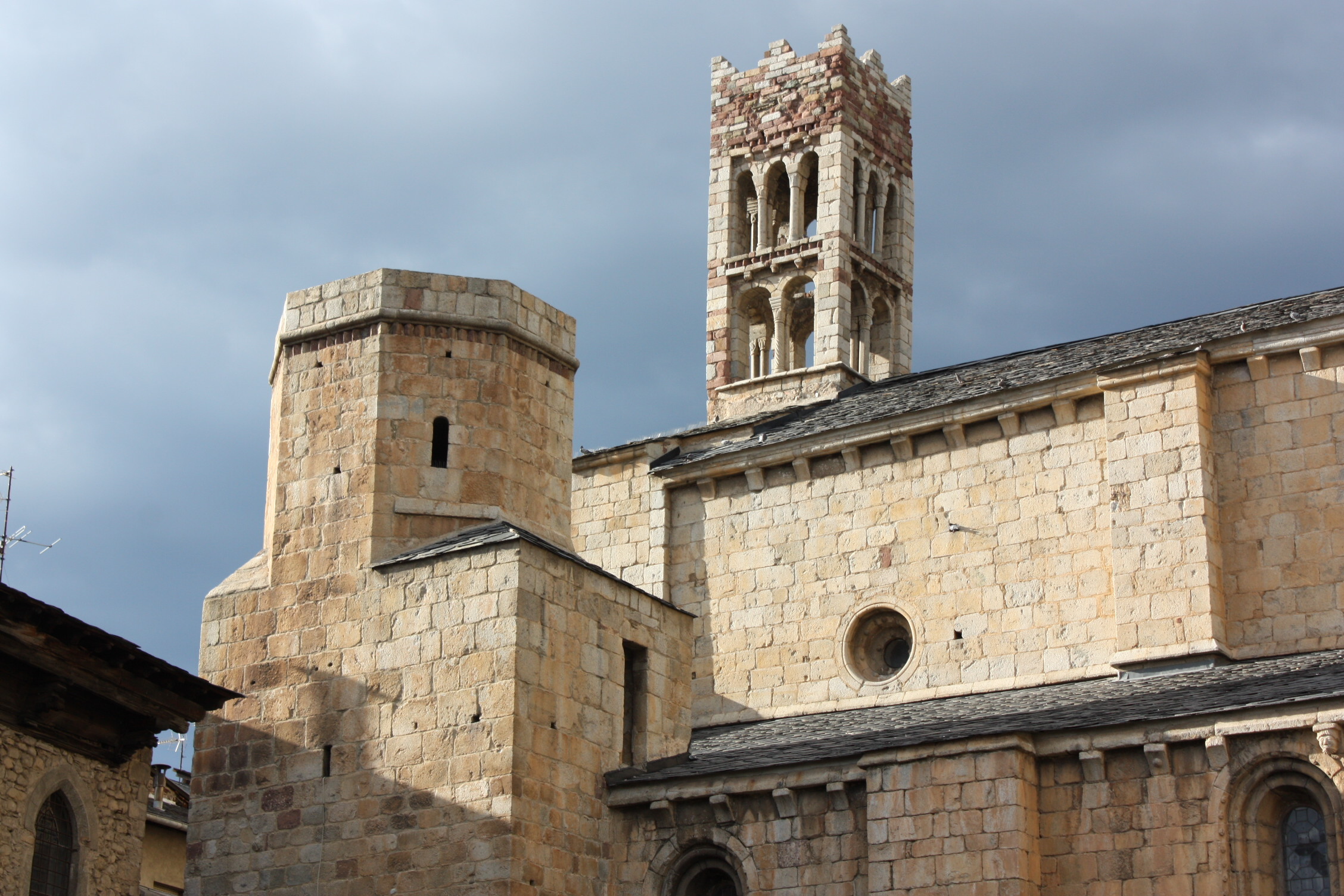
Catedral de la Seu d'Urgell
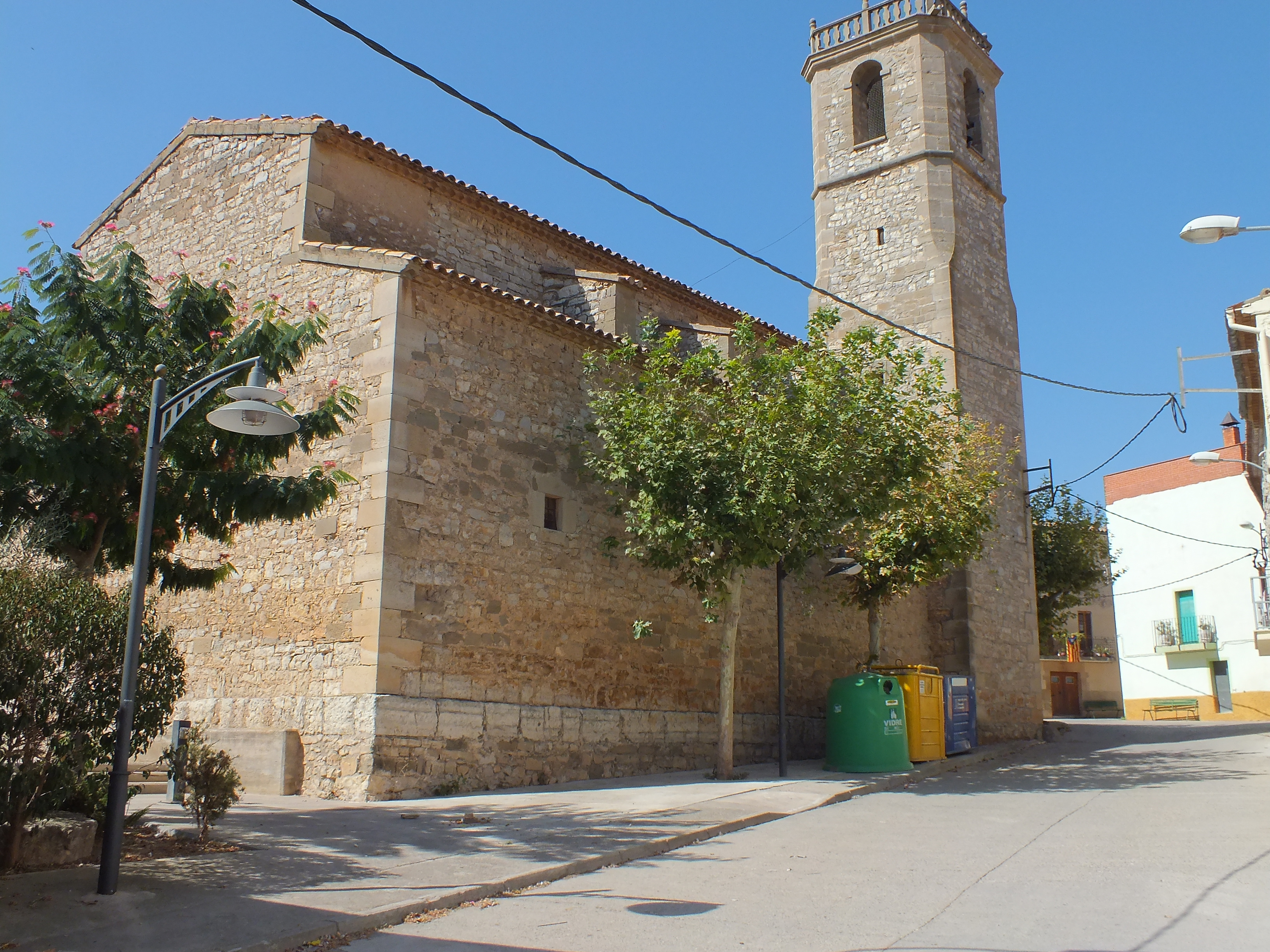
Sant Pere d'Altet (Tàrrega)